# Línea Z del Tren Interoceánico
La Línea Z del Corredor Interoceánico del Ferrocarril del Istmo de Tehuantepec, es un ferrocarril propiedad del gobierno mexicano que cruza el Istmo de Tehuantepec entre Coatzacoalcos, Veracruz, y Salina Cruz, Oaxaca. Es una línea de las tres que conforman el sistema del Tren Interoceánico.

## Historia

### Ferrocarril Nacional del Istmo de Tehuantepec
El potencial de la ruta del Atlántico al Pacífico a través del Istmo de Tehuantepec ha sido apreciado durante mucho tiempo. Ya en 1814 el gobierno español autorizó un canal a través del Istmo. Poco después de la independencia de México en 1821, se llevaron a cabo encuestas que recomendaban construir un sendero de tablones para carretas a través del paso de Chivela, con la parte más al norte de la ruta utilizando el río Coatzacoalcos que fluye hacia el norte hasta el Golfo de México en el lado atlántico del istmo. El río sería dragado para permitir la navegación. Ninguno de estos planes resultó en nada.
Una planificación más sería comenzó a principios de la década de 1840, cuando José de Garay, el Primer Oficial del Ministerio de Guerra, obtuvo una concesión en la ruta y llevó a cabo una inspección más exhaustiva.
Después de muchos intentos fallidos de obtener financiamiento, la concesión fue asumida por una empresa de Nueva Orleans, The Tehuantepec Railroad Company of New Orleans (TRCNO). A pesar de los problemas diplomáticos sobre el estado de la concesión, el comandante John G. Barnard llevó a cabo una inspección adicional de la ruta. Esto fue publicado en 1852.

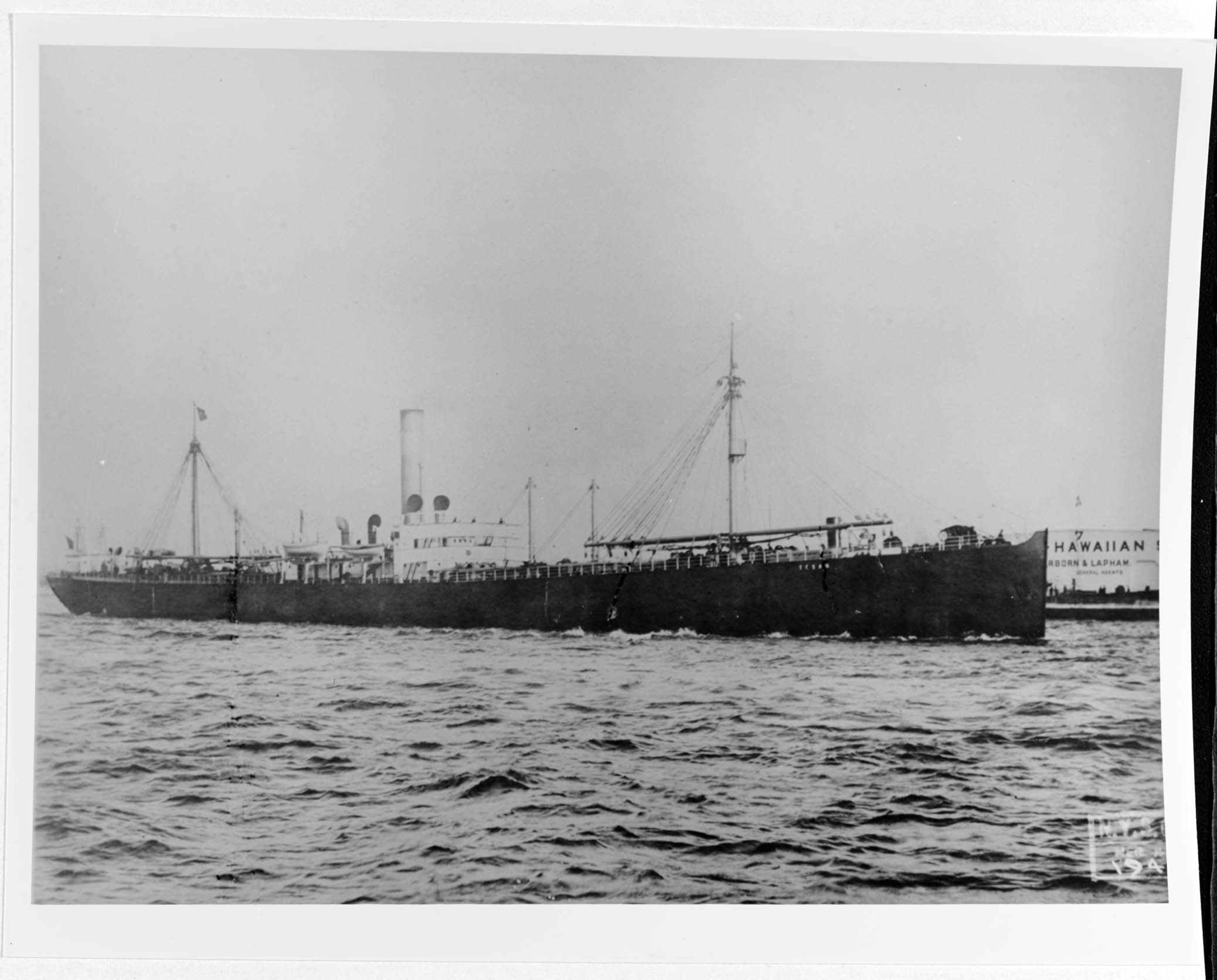
SS Texan, uno de los cargueros utilizados en la ruta de Tehuantepec.

Los años entre 1852 y 1861 fueron turbulentos tanto diplomática como financieramente. La apertura del Ferrocarril de Panamá en 1854 proporcionó competencia para la ruta de Tehuantepec, pero también advirtió que las estimaciones de costos de TRNCO eran extremadamente optimistas. El pánico de 1857 dificultó la obtención de capital para proyectos de transporte. Hubo disputas sobre la concesión con el gobierno mexicano.
A pesar de esto, la compañía logró construir un camino de vagones (no un ferrocarril) a lo largo de la ruta y ofrecer un servicio para pasajeros y correo desde Nueva Orleans a San Francisco, a partir de 1858. Sin embargo, era demasiado poco y demasiado tarde. y la empresa se declaró insolvente en 1860. El estallido de la Guerra de Secesión y la Segunda intervención francesa en México al año siguiente terminaron con cualquier esperanza inmediata de revivir el proyecto.
Terminada la Guerra de Secesión, volvió a haber interés por las rutas transístmica, en particular por un canal. El gobierno de los Estados Unidos nombró una comisión en 1872. El almirante R. W. Shufeldt había llevado a cabo un nuevo estudio de la ruta de Tehuantepec en 1870, pero a pesar de su informe positivo, la comisión recomendó una ruta a través de Nicaragua en 1876. Sin embargo, no resultó ninguna acción del gobierno y la construcción real del canal se inició en Panamá en 1881 por una compañía francesa encabezada por Ferdinand de Lesseps.
James Buchanan Eads propuso una solución radicalmente diferente: un ferrocarril-barco. En lugar de un canal, propuso un ferrocarril de 6 vías a través del istmo, con barcos de hasta 6.000 toneladas llevados en una cuna especialmente diseñada. Las ideas de Eads recibieron un apoyo considerable en los Estados Unidos, pero murió en 1887, y este fue efectivamente el final de la propuesta.
La construcción del ferrocarril en realidad continuó durante este período y la línea se completó en 1894. Sin embargo, tuvo muchos problemas, incluidas instalaciones portuarias inadecuadas en cada extremo y diferentes estándares de construcción a lo largo de la ruta. Pronto quedó claro que era necesaria una revisión completa, y el gobierno mexicano contrató a Weetman D. Pearson para realizar el trabajo. 
La línea se estabilizó y, donde fue necesario, se reconstruyeron las estructuras. Se establecieron instalaciones portuarias en Coatzacoalcos y Salina Cruz. La línea recién renovada se inauguró en 1907. Las locomotoras de la línea eran locomotoras de vapor que quemaban petróleo. El Ferrocarril de Tehuantepec fue uno de los primeros en utilizar esta fuente de energía.
La American-Hawaiian Steamship Company, que había estado operando desde San Francisco y Hawái hasta Nueva York a través del Estrecho de Magallanes, se contrató para proporcionar líneas de conexión de barcos de vapor a ambos extremos del ferrocarril, lo que permitió un servicio de 25 días entre San Francisco y Nueva York. El azúcar se convirtió en una parte importante del flete, que ascendía a 250 mil toneladas anualmente, y la mayor parte del azúcar desde Hawái hasta Filadelfia y Nueva York se transportaba por esta ruta.
Originalmente se le conoció como Ferrocarril del Istmo de Tehuantepec o Ferrocarril Nacional de Tehuantepec. El ferrocarril prosperó durante siete años, hasta que se inauguró el Canal de Panamá en 1914. A pesar de los pronósticos optimistas de que había muchos negocios tanto para el ferrocarril como para el canal, los negocios declinaron drásticamente después de 1914, sin la ayuda de la Revolución Mexicana y el inicio de la Primera Guerra Mundial. 
El ferrocarril continuó manejando un tráfico sustancial de pasajeros hasta bien entrados los años cincuenta, pero dejó de ser un importante transportista de carga. El ferrocarril estuvo arrendado a Ferrocarril Chiapas Mayab hasta que Genesee & Wyoming renunció a su concesión en 2007.

### Modernización para el CIIT
Recordemos que este ferrocarril jamás ha dejado de funcionar desde su inauguración, como tren de pasajeros dejó de ser redituable después de su época de oro, en los años ochenta la decadencia como transporte de pasajeros se profundizó por lo que a partir de ese tiempo sólo continuó funcionando como transporte de carga de materiales y de indocumentados (conocido por este mismo hecho como “La bestia”).
El 7 de junio del 2020, el presidente Andrés Manuel López Obrador inició con la renovación de las vías del ferrocarril y rehabilitación como transporte de pasajeros.

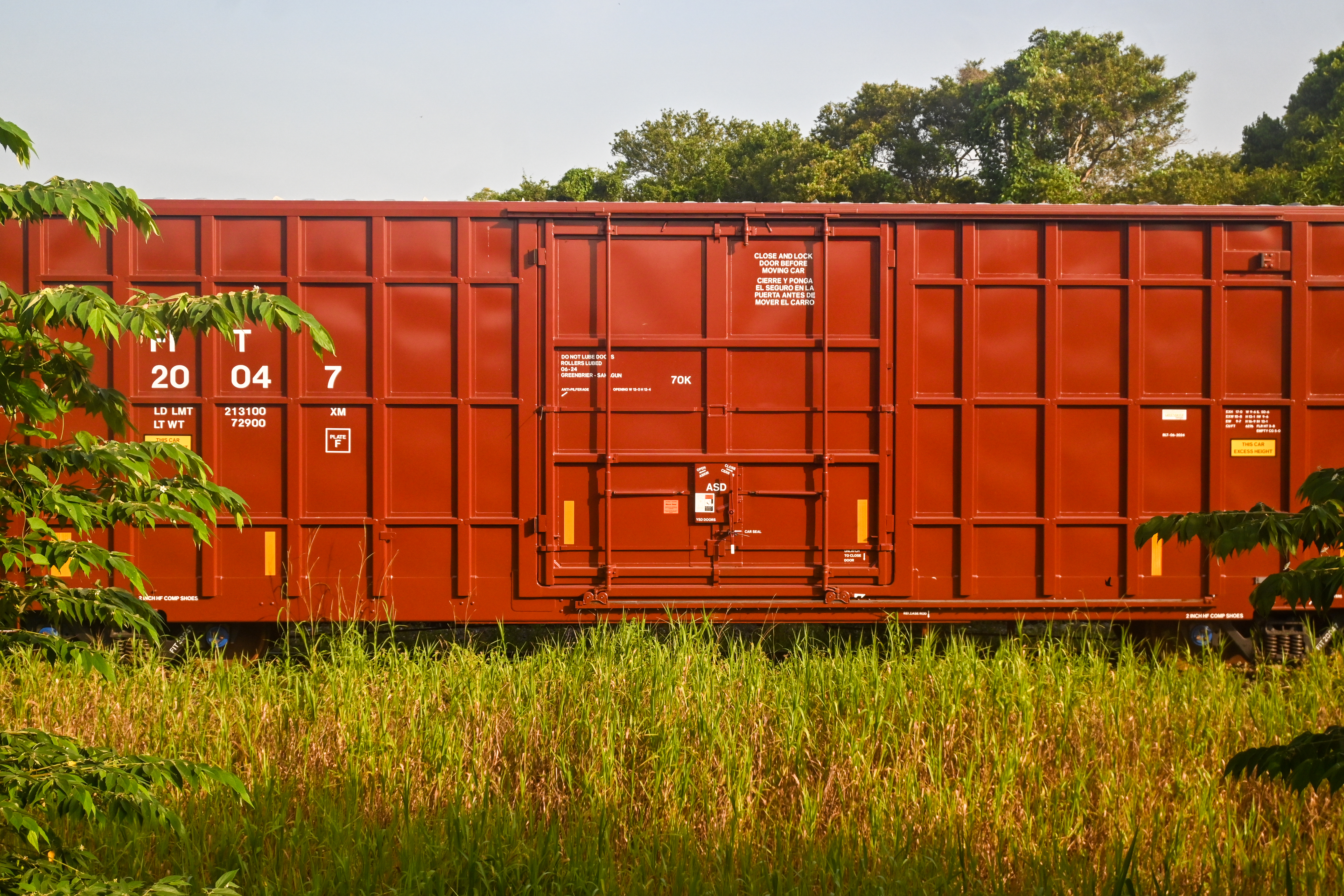
Vagon del carga en la vía.

El proyecto consiste en la renovación de la vía férrea, mediante la cual se prevé incrementar la velocidad del tren de carga de 20 a 70 kilómetros por hora (12 a 43 mph), más de tres veces la actual, y el tren de pasajeros podrá alcanzar velocidades hasta de 100 km/h (62 mph).
También se rehabilitan dos líneas: la Línea FA de Coatzacoalcos, Veracruz a Palenque, Chiapas y la Línea K de Ciudad Ixtepec, Oaxaca a Ciudad Hidalgo, Chiapas.
En los trabajos destaca la aplicación de soldaduras aluminio-térmicas en rieles, aplicación de pintura en puentes y estructuras, desmonte, desyerbe, limpieza de cunetas, a través del trabajo de cuadrillas de personal para la vía, y a través de la contratación de empresas particulares con el objeto de mantener la vía en condiciones óptimas.
En 2022, durante la construcción de vías, un tren de carga se descarriló luego de que los durmientes del tramo Palomares-Nuevo Progreso colapsaran. En el accidente, uno de los vagones resultó destruido de la suspensión de las ruedas, lo que habría provocado un daño mayor en los durmientes y los rieles que terminaron doblados a lo largo de 2 kilómetros (1,24 mi) de vía.
El tramo Medias Aguas-Salina Cruz se espera inaugurar en 2023. Esta inauguración incluye incluye 212 km (132 mi) de vías, 82 puentes y 290 obras de drenaje. La modernización de este tramo conocido como la Línea Z, incluye obras complementarias como nueve estaciones de pasajeros, siete laderos, dos estaciones de abastecimiento, siete talleres, cuatro patios, un centro único de control y despacho, así como dos cocheras.
El primer recorrido de tren de carga en las nuevas vías renovadas, se remolco 10 tolvas con cemento y dos tanques con ácido fluorhídrico, el cual fue el peso suficiente para los nuevos rieles, durmientes y el balastro sustituido. Mientras que el primer recorrido con los trenes de pasajeros, los Stadler Citylinks arribaron a Salina Cruz alrededor de las dos de la mañana, procedente del Coatzacoalcos.
El 22 de diciembre de 2023, fue  inaugurado el servicio de trenes de pasajeros de la línea Z de Coatzacoalcos a Salina Cruz, además en 2024 se plantearon nuevas vías paralelas exclusivamente para agilizar el transporte de carga.

## Conexiones
Tendrá conexión con la línea FA en Coatzacoalcos y en Ixtepec con la K, así como el puerto de Salina Cruz.

## Material rodante

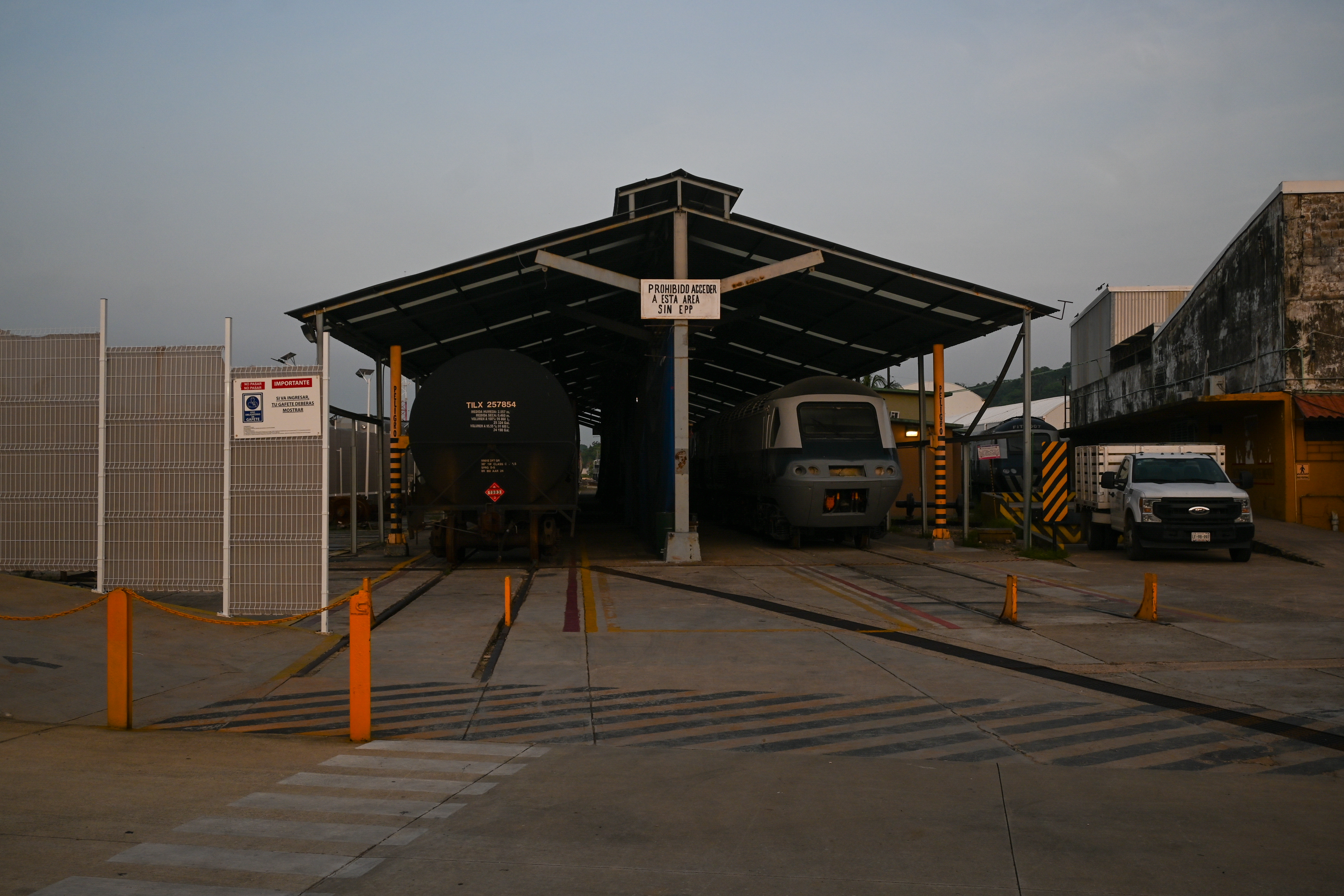
Locomotoras en los Talleres de Coatzacoalcos.

El 13 de agosto de 2023, se presentaron las locomotoras SD70M que serían usadas para el tren, estas locomotoras en el pasado fueron parte del material rodante de Union Pacific.
El 26 de agosto de 2023, los antiguos trenes Stadler Citylinks del extinto Tren turístico Puebla-Cholula, llegaron a la estación de Coatzacoalcos para que formen parte del tren que atraviese la ruta.

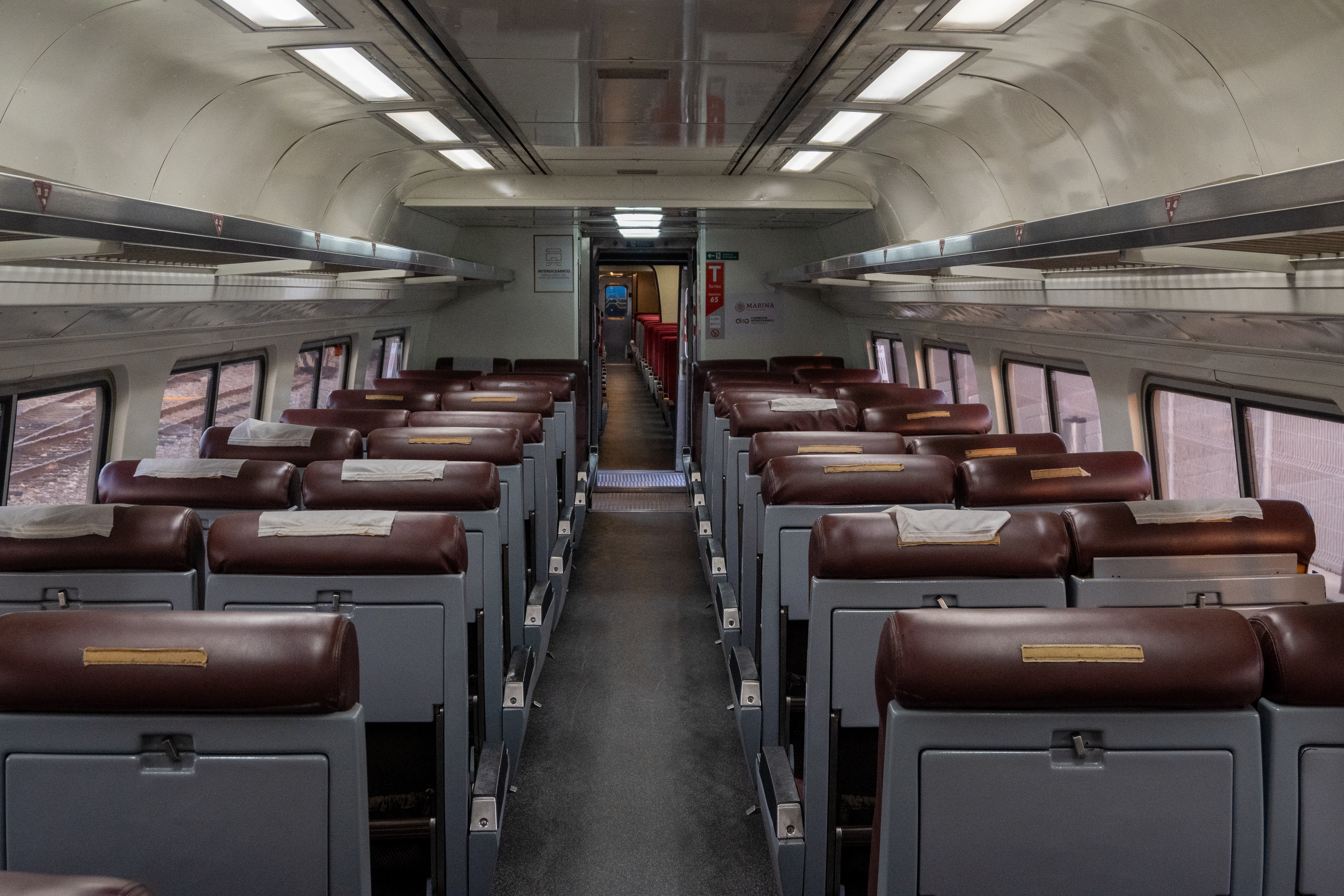
Interior de uno de los vagones Amfleet.

Fue comprado a Railway Excursion Management Company (Railexco) 12 vagones especiales (de los cuales tres son vagones Amfleet) y 2 locomotoras que operó Union Pacific. También se compraron tres locomotoras Clase 43 (HST) y 11 vagones British Rail Mark 3, las cuales llegaron al puerto de Coatzacoalcos en el barco ARKHANGELSK. Los HST comprados tienen un peso de 70.25 toneladas y 17,79 metros (58 pies) de longitud cada una, así como vagones de 38.18 toneladas y 23 m (75' 51/2") de longitud. EMD GP38–2
A inicios de 2024, la Semar compraría una flotilla a la flotilla de la empresa de transporte Kansas City Southern de México (KCSM) del grupo que dirige Canadian Pacific.